# À la ligne
À la ligne, sous-titré Feuillets d'usine, est un récit autobiographique en vers libres et sans ponctuation écrit par Joseph Ponthus.
Publié le 3 janvier 2019 aux éditions de la Table ronde, il reçoit la même année le grand prix RTL-Lire, le prix Eugène-Dabit du roman populiste, le prix littéraire des étudiants de Sciences Po, le prix Régine Deforges, le prix Jean-Amila-Meckert et le prix du premier roman des lecteurs de la Ville de Paris. L'auteur, qui avait récemment connu une belle ascension, est décédé à l'âge de 42 ans le 24 février 2021 des suites d'un cancer.

## Résumé
Après des études littéraires et pour gagner sa vie dans la région bretonne où il a rejoint sa compagne, l'auteur est amené à travailler comme intérimaire dans l'industrie agro-alimentaire. Chaque soir, il note son quotidien à l'usine, les conditions de travail, l'épuisement, les rencontres, la dureté de cet univers ; et chaque semaine il poste ses textes en vers libres sur son compte Facebook, pour donner ainsi de ses nouvelles à sa famille. Le titre repose sur un jeu de mots, associant l'activité répétitive de l'intérimaire à l'idée de « revenir à la ligne », symbolisant la mécanique de la routine.
Il n'écrit pas dans une démarche d'engagement militant comme les « établis » des années 1960-1970, tels Robert Linhart, mais pour tenir le coup — ce qui n'en fait moins de son livre un témoignage. Son écriture frappe par le contraste entre des passages très crus et d'autres très poétiques, ainsi que par les nombreuses références littéraires (notamment à Guillaume Apollinaire et Victor Hugo) et culturelles.

## Réception critique
Le livre, bien accueilli par la critique,,, rencontre un fort succès de librairie dès sa parution avec 18 000 exemplaires vendus avant même l'obtention du grand prix RTL-Lire,. Il reçoit également le prix Régine-Deforges 2019,, puis le prix Jean Amila-Meckert en avril 2019, le prix du premier roman des lecteurs des bibliothèques de la Ville de Paris en juin 2019, le prix Eugène-Dabit du roman populiste en novembre 2019 ainsi que le prix littéraire des étudiants de Sciences Po en juin 2020,.

## Éditions
- Éditions de la Table ronde, 2019  (ISBN 9782710389668)[17].
- Édition Folio, 2020  (ISBN 9782072881862)[1]

## Adaptation
En 2020, les musiciens Michel Cloup et Pascal Bouaziz créent l'adaptation scénique et musicale du roman dans le cadre d'un projet pour la production StationService. Après une tournée, un album sort en décembre 2020 intitulé À la ligne – chansons d'usine.
En 2022, la compagnie normande Caliband Théâtre (Mathieu Létuvé) propose une version théâtrale du roman qui sera présenté au Festival Off d'Avignon.
En 2024, la compagnie de théâtre L'Échappé adapte le roman sur scène au Centre culturel Jacques Tati à Amiens.
Le roman est adapté en bande-dessinée par Julien Martinière en 2024 aux éditions Sarbacane.